# Округ Трансилвејнија (Северна Каролина)
Трансилвејнија (енгл. Transylvania County) је округ у америчкој савезној држави Северна Каролина.

## Демографија
По попису из 2010. године број становника је 33.090, што је 3.756 (12,8%) становника више него 2000. године.
| Група             | 2000.          | 2010.          |
| Белци             | 27.305 (93,1%) | 30.049 (90,8%) |
| Афроамериканци    | 1.235 (4,2%)   | 1.292 (3,9%)   |
| Азијати           | 111 (0,4%)     | 144 (0,4%)     |
| Хиспаноамериканци | 298 (1,0%)     | 964 (2,9%)     |
| Укупно            | 29.334         | 33.090         |